# Neuville-sur-Ain
Neuville-sur-Ain is een gemeente in het Franse departement Ain (regio Auvergne-Rhône-Alpes). De gemeente telde 1.798 inwoners op 1 januari 2022. Neuville-sur-Ain maakt deel uit van het arrondissement Bourg-en-Bresse.
In de gemeente ligt de Grotte de la Colombière, een vindplaats van artefacten uit het paleolithicum, meer bepaald uit het Magdalénien.

## Geografie
De oppervlakte van Neuville-sur-Ain bedroeg op 1 januari 2022 19,79 vierkante kilometer; de bevolkingsdichtheid was toen 90,9 inwoners per km². De Ain en de Suran stromen door de gemeente.
Het centrum van de gemeente is opgedeeld in Villeneuve le bas (aan de Ain) en Villeneuve le haut. In de gemeente liggen verschillende gehuchten: Arthurieux, Bosseron, Châteauvieux, Fromente, Planches, Rappes, Résignel, Saint-André en Thol.
De onderstaande kaart toont de ligging van Neuville-sur-Ain met de belangrijkste infrastructuur en aangrenzende gemeenten.

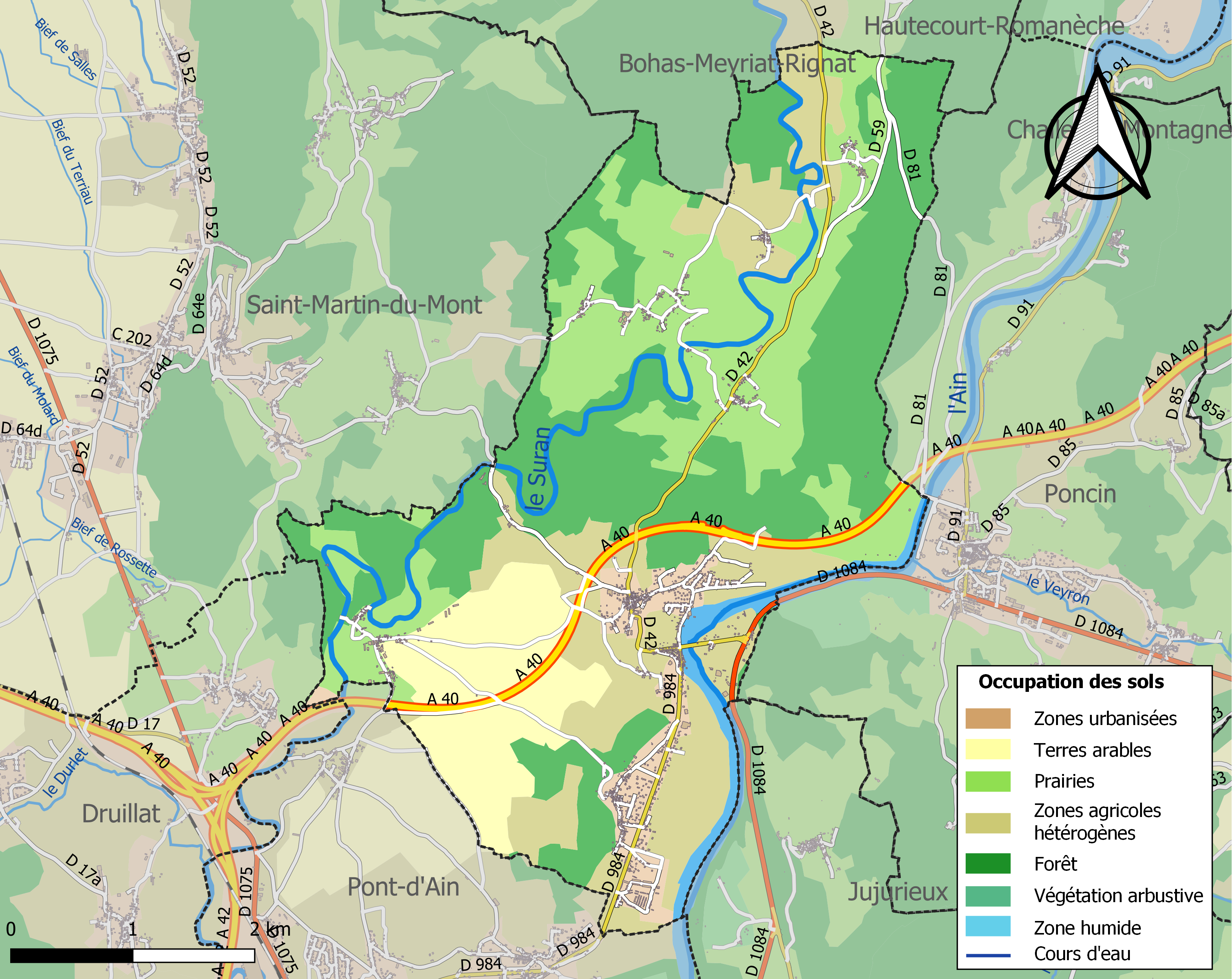

## Demografie
Onderstaande figuur toont het verloop van het inwoneraantal van Neuville-sur-Ain vanaf 1962. De cijfers zijn afkomstig van het Frans bureau voor statistiek en bevatten geen dubbel getelde personen (volgens de gehanteerde definitie population sans doubles comptes).
Vanwege een beveiligingsprobleem met de MediaWiki Graph-software is het momenteel niet mogelijk deze grafiek weer te geven. Zodra de software is bijgewerkt zal de grafiek vanzelf weer zichtbaar worden.

## Geboren
- Jean-Baptiste Bottex (1743-1792), priester en afgevaardigde in de Nationale Grondwetgevende Vergadering